# Festivali vatre ljetnog suncostaja na Pirenejima
Festivali vatre ljetnog suncostaja se izvode na Pirenejima svake godine u noći ljetnog suncostaja. Kada padne noć ljudi iz različitih naselja i sela nose zapaljene baklje s planina kako bi zapalili raznolike tradicionalno izrađene buktinje. Silazak je poseban događaj za mladiće kojima on simbolizira prijelaz iz djetinjstva u odraslo doba. 
Festival se smatra vremenom za obnovu i jačanje društvene veze osjećaja pripadnosti, identiteta i kontinuiteta jer proslave uključuju popularni folklor i zajednička blagovanja. Tada se dijele i uloge određenim ljudima. U nekim općinama, gradonačelnik pali prvu lomaču, a u drugima, svećenik blagoslivlja ili pali vatru. Drugdje, nedavno oženjeni čovjek zapali vatru i vodi silazak u selo. Često, mlade neudate djevojke čekaju dolazak lučonoše u selu s vinom i slasticama. U jutarnjim satima, ljudi skupljaju žar ili pepeo kako bi zaštitili svoje domove ili vrtove. 
Element ima duboke korijene među lokalnim zajednicama i ovjekovječen je zahvaljujući mrežom udruga i lokalnih institucija. Najvažnije mjesto prijenosa običaja je obitelj gdje se ljudi čuvaju uspomenu na ovaj baštine živ.
Kao najreprezentativniji izraz kulture s Pireneja, i na francuskoj i španjolskoj strani ali i u Andori, ovaj običaj je upisan na UNESCO-ov popis nematerijalne svjetske baštine u Europi.
Ova tradicija festivala buktinja, na baskijskom poznata kao Falles, održala se u pirenejskim planinskim selima stoljećima, a potječe iz tradicije zahvale bogovima za žetvu. Vatra simbolizira sunce i vatra festivala u Pirinejima slavi ljetni solsticij.
Jedan od najstarijih poznatih festivala vatre odvija se u katalonijskom selu Isil, gdje se debla pale u ponoć tako da ih nosači, portadors, mogu nositi preko ramena. U mjestu Andorra la Vellakoriste vatrene lopte kojae se mogu kotrljati, a u selu Arties u pokrajini Lleida oni povlače veliko zapaljeno deblo ulicama kroz selo.

## Poveznice
- Ivanjski krijesovi

## Vanjske poveznice
- Sara Prim, 'The torches of the Pyrenees', UNESCO element of Intangible Cultural Heritage of Humanity, CNA 1. prosinca 2015.
- Video primjer na youtube